# Roberto Holsen
Roberto Holsen (Callao, 10 de agosto de 1976) es un exfutbolista y entrenador peruano. Jugaba como delantero. Actualmente tiene 48 años.

## Selección nacional
Fue internacional con la selección de fútbol del Perú en 22 ocasiones y marcó 5 goles. Su debut se produjo el 6 de junio de 1999, en un encuentro amistoso ante la selección de Japón que finalizó con marcador de 0-0. Formó parte de la plantilla que disputó la Copa América 1999 y 2001.

### Participaciones en Copa América
| Copa              | Sede     | Resultado        | Pj | Goles | Prom. |
| ----------------- | -------- | ---------------- | -- | ----- | ----- |
| Copa América 1999 | Paraguay | Cuartos de final | 4  | 2     | 0.50  |
| Copa América 2001 | Colombia | Cuartos de final | 4  | 1     | 0.25  |
| Total             | Total    | Total            | 8  | 3     | 0.38  |

## Clubes

### Como futbolista
| Club                      | País                   | Año                 | PJ  | Goles | Prom. |
| ------------------------- | ---------------------- | ------------------- | --- | ----- | ----- |
| Alianza Lima              | Perú                   | 1995                | 6   | 0     | 0.00  |
| Deportivo Municipal       | Perú                   | 1996                | 12  | 1     | 0.08  |
| Bella Esperanza           | Perú                   | 1997                | ?   | ?     | ?     |
| Alianza Atlético          | Perú                   | 1998 - 1999         | 61  | 29    | 0.48  |
| Sporting Cristal          | Perú                   | 1999 - 2000         | 38  | 13    | 0.34  |
| Alianza Lima              | Perú                   | 2000 - 2002         | 83  | 33    | 0.40  |
| Alianza Atlético          | Perú                   | 2003                | 17  | 8     | 0.47  |
| Cienciano                 | Perú                   | 2003                | 17  | 5     | 0.29  |
| Universitario de Deportes | Perú                   | 2004                | 20  | 3     | 0.15  |
| Al Shabab                 | Emiratos Árabes Unidos | 2004                | 7   | 2     | 0.00  |
| Universidad César Vallejo | Perú                   | 2004 - 2005         | 12  | 2     | 0.17  |
| Alianza Lima              | Perú                   | 2005                | 11  | 1     | 0.09  |
| Total Clean               | Perú                   | 2007                | 13  | 6     | 0.46  |
| Juan Aurich               | Perú                   | 2008                | 37  | 8     | 0.22  |
| Total en su carrera       | Total en su carrera    | Total en su carrera | 335 | 111   | 0.33  |

### Como asistente técnico
| Club             | País | Año  | Asistente de       |
| ---------------- | ---- | ---- | ------------------ |
| Sport Boys       | Perú | 2010 | Claudio Techera    |
| Alianza Lima     | Perú | 2013 | Miguel Ángel Arrué |
| Alianza Lima     | Perú | 2015 | Gustavo Roverano   |
| Alianza Atlético | Perú | 2016 | Gustavo Roverano   |
| Cienciano        | Perú | 2018 | Gustavo Roverano   |
| Los Chankas      | Perú | 2022 | Gustavo Cisneros   |

### Como formador de menores
| Club           | País | Año  |
| -------------- | ---- | ---- |
| Deportivo AELU | Perú | 2009 |
| Alianza Lima   | Perú | 2013 |

### Como entrenador
Datos actualizados al último partido dirigido el 14 de agosto de 2022.
| Club               | País  | Año   | PJ | PG | PE | PP | Efectividad |
| ------------------ | ----- | ----- | -- | -- | -- | -- | ----------- |
| Deportivo Maristas | Perú  | 2021  | 12 | 3  | 3  | 6  | 33.33%      |
| Los Chankas        | Perú  | 2022  | 2  | 0  | 1  | 1  | 16.67%      |
| Total              | Total | Total | 14 | 3  | 4  | 7  | 30.95%      |

## Palmarés

### Campeonatos nacionales
| Título           | Club         | País | Año  |
| ---------------- | ------------ | ---- | ---- |
| Torneo Apertura  | Alianza Lima | Perú | 2001 |
| Primera División | Alianza Lima | Perú | 2001 |

### Campeonatos internacionales
| Título            | Club      | País | Año  |
| ----------------- | --------- | ---- | ---- |
| Copa Sudamericana | Cienciano | Perú | 2003 |